# 陆洁
陆洁（1894年6月13日—1967年8月2日），字焕章，江苏省嘉定县（今上海市嘉定区嘉定镇）人。中国早期电影人。

## 生平
早年在上海当学徒，之后去新加坡谋生。第一次世界大战期间，返回上海，在青年会工作，认识顾肯夫、张光宇，之后结伴去看电影。深受美国电影《赖婚》影响。1922年，陆洁与顾肯夫举办中国的第一本电影刊物《影戏杂志》，顾肯夫撰述社论，陆洁担任翻译和编务，张光宇担任美术设计。期间不断为读者翻译介绍外国电影，其中在翻译director时无法找到合适译名，恰逢他的外地好友写信称其在一所小学担任教习，他由此联想到“导演”一词，并沿用至今。之后在他编剧的电影《人心》中，首次在银幕上采用导演职称。《影戏杂志》由于经费不足，只办了两期。
1924年，陆洁为刚成立的大中华影片公司编撰第一个电影剧本《人心》，由顾肯夫、陈寿荫担任导演，并帮筹建大中华影戏学校。之后他撰写剧本《战功》。不久大中华公司与百合影片公司合并，改组为大中华百合影片公司，他担任编导、完成分镜头或字幕说明。历任联华影业制片印刷有限公司二厂经理、华安总厂厂长、合众影片公司厂长、文华影片公司常务董事兼厂长。中华人民共和国建立后，于1952年任联营厂摄影场主任。1957年，任上海电影制片公司顾问，后改任上海电影局顾问。文革时受迫害而死。